# Boris Lozhkyn
Boris Evgenievich Lozhkyn (en ucraniano: Борис Євгенович Ложкін; Járkov, República Socialista Soviética de Ucrania, Unión Soviética; 23 de octubre de 1971) es un hombre de negocios, inversor. Desde el 10 de junio de 2014 al 29 de agosto de 2016 asumió el cargo de jefe de la Administración Presidencial de Ucrania.
Presidente de la Confederación Judía de Ucrania (desde mayo de 2018). A partir de junio de 2018 — vicepresidente del Congreso Judío Mundial. Desde marzo de 2019 — Primer Vicepresidente del Congreso Judío Euroasiático.

## Biografía

### Primeros años
En 1986 se graduó de la escuela secundaria número 99 en Járkov. En 1997 se graduó del Instituto Pedagógico Estatal de Járkov con una licenciatura en lengua y literatura rusas.
Desde 1985 (a los 14 años), paralelamente a sus estudios, inició su carrera periodística como corresponsal supernumerario de los periódicos Leninskaya Smena y Vecherniy Kharkov. Tres años más tarde, ya fue un periodista de planta y editor de producción del diario Vecherny Kharkov.

### Actividades comerciales
Comenzó su actividad empresarial mientras estudiaba en la universidad, a la edad de 18 años creó una red comercial en Járkov para la venta de libros y publicaciones periódicas. Paralelamente al desarrollo de su propio negocio, Boris Lozhkin continuó su carrera periodística en la prensa y la televisión.
A fines de 1990, Lozhkin, a la edad de 19 años, creó una de las primeras publicaciones comerciales en la URSS: el periódico ATV, que publicaba historias sobre las estrellas de cine y televisión, así como programas de televisión. Lozhkyn fue tanto periodista como editor en jefe de este periódico.

### Lanzamiento de "Telenedelya"
El periódico ATV tuvo un éxito en Járkov. Gracias a las ganancias de su venta, Boris Lozhkyn fundó con sus socios una agencia de publicidad de ciclo completo y una producción de televisión, mientras que en el otoño de 1994 se sacó a luz el primer número de la “Guía de televisión Telenedelya". En solo dos años, Telenedelya se convirtió en la publicación de la mayor tirada en el país, lanzando versiones regionales en 10 ciudades más grandes de Ucrania.
9 años después (en noviembre de 2003), Lozhkin entra en el mercado ruso. La Editorial Popular Press, fundada por él junto con sus socios, en 2005 lanza en Rusia la revista de celebridades Telenedelya. Durante tres años en el territorio de la Federación Rusa empezaron a trabajar más de 20 empresas regionales (de Moscú a Vladivostok), y en 2013 "Telenedelya" entró en el top-10 de las marcas mayores de prensa en el espacio postsoviético con una audiencia de 5,2 millones de lectores. El formato de la edición popular incluyó entrevistas exclusivas con estrellas dell show-business, reportajes fotográficos con celebridades, proyectos especiales con su participación.
Según el propio Lozhkin, Telenedelya se hizo una locomotora que tiró todo el tren de las marcas, para gestión de las cuales Lozhkin a finales de la década de 1990 creó la empresa Ukrainian Media Holding, que luego pasó a llamarse UMH group.

### Creación del Media-Holding
A la edad de 30 años, Boris Lozhkin, además de Telenedelya, publicaba la revista popular Football, firmó un contrato a largo plazo para la publicación del periódico Argumenty i Fakty - Ucrania, se hizo, junto con PrivatBank, el propietario del periódico Komsomolskaya Pravda en Ucrania, lanzó las versiones ucranianas de “Expres-Gazeta”,"Izvestia" y "Sovershenno sekretno".
En 2000, la tirada total de las publicaciones del Ukrainian Media Holding alcanzó los 58 millones de copias. En 2012, la Editorial del Grupo Lozhkin era la editorial más grande de Ucrania, y la tirada total de las 40 publicaciones que pertenecieron a la editorial fue aproximadamente 115 millones de copias.
En 2002, Lozhkin, en asociación con Gennady Bogolyubov, abrió en Kiev un complejo moderno de impresión. Desde 2006, ha desarrollado en el área comercial la red nacional de venta de publicaciones periódicas y productos asociados "Tvoya Proessa" que pronto se hizo la más grande de Ucrania.
Desde 2010, Boris Lozhkin ha repuesto activamente su cartera de marcas de medios: celebró contratos estratégicos con las editoriales estadounidenses famosas Forbes Media y Conde Nast que le concedieron a Lozhkin el derecho de publicar revistas Forbes en Ucrania (se publica desde 2011), Vogue (desde principios de 2013) y otros.
Según “RBC Ratings”, el UMH group de Boris Lozhkin perteneció a las 15 compañías mediáticas más grandes en el espacio postsoviético.
El resultado de 2013 fue que Boris Lozhkin formó parte de los tres ejecutivos top de Ucrania según la revista “Kompanion”.

### Negocio de la radio
Al igual con los activos de impresión, Lozhkin comenzó a construir un negocio de radio trabajando en los mercados regionales. Celebró su primer contrato en 1998 comprando acciones de la estación de radio de Járkov Radio-50. El siguiente paso importante fue la asociación de Lozhkin con los hermanos Surkis en la estación de radio Kievskie Vedomosti . En 2013, el UMH group gestionó 4 emisoras de radio (Avtoradio, Retro FM, Nashe Radio, Europa Plus) de red y 3 locales (Jam FM, Golos stolitsi y Lounge FM). Además de sus propias estaciones de radio, Lozhkin participó activamente en el lanzamiento de la versión ucraniana de Radio Alla, creada por ProfMedia junto con Alla Pugacheva. Desde el lanzamiento de la primera estación de radio en 2001, el UMH group se ha convertido en una de las dos mayores holdings del mercado de la radio de Ucrania con una audiencia diaria de 3 millones de personas.

### Rama de Internet
A partir de 2008, Internet se convirtió en la rama principal de desarrollo empresarial del UMH group. En términos de cobertura de audiencia, UMH se hizo una de las cinco principales empresas que operan en el mercado ucraniano, incluidas las corporaciones internacionales Google, Mail.ru y Yandex. Entre los proyectos web UMH cuenta con 15 recursos populares incluyendo los líderes: korrespondent.net, bigmir.net, i.ua, football.ua. La transacción de compra di la compañía KP media por Lozhkin en asociación con Petro Poroshenko desempeñó un papel importante en el éxito de la rama de Internet. Posteriormente, Lozhkin agrupó una parte de sus activos de Internet (portales) con “Media Group Ukraine” (parte de la SCM de Rinat Akhmetov) para formar la compañía “United Online Ventures”.

### Inversiones y socios comerciales
Según los peritos de la Fundación Internacional “Renaissance”, la UMH se creó originalmente con fines de lucro y estuvo equidistante de todas las fuerzas políticas, a pesar de las asociaciones comerciales de Lozhkin con oligarcas y grandes empresarios (Gennady Bogolyubov, Igor Kolomoisky, Grigory e Igor Surkisy, Peter Poroshenko, Rinat Akhmetov, Eduard Prutnik y otros).
En 2008, UMH Group bajo el liderazgo de Boris Lozhkin fue la primera empresa mediática ucraniana en realizar una oferta privada en la Bolsa de Fráncfort, ganando $ 45 millones por una participación del 15 % y recibiendo una capitalización de $ 300 millones.
Durante 2012, Boris Lozhkin estuvo buscando activamente inversiones para su empresa en desarrollo dinámico. Después de estudiar las condiciones del mercado en las bolsas de valores mundiales, los banqueros de inversión recomendaron a la junta directiva del UMH group que trabajara con inversores privados.
Como resultado, los accionistas del grupo UMH, considerando varias propuestas diferentes, optaron por la propuesta del grupo ucraniano VETEK.

### Transacción de venta del UMH Group
En junio de 2013, Boris Lozhkin anunció la conclusión de un acuerdo para vender por 315 millones de euros una participación del 98 % en el UMH group al grupo de empresas VETEK de Sergey Kurchenko. Los peritos estimaron el monto de la transacción, según la prensa, en 400-500 millones de dólares. El 5 de noviembre de 2013 , Boris Lozhkin anunció el cierre anticipado del acuerdo para vender el 99,9 % de las acciones del UMH group a VETEK . Todas las obligaciones financieras derivadas de la transacción se cumplieron por completo.
En la venta de UMH Group fueron usados servicios de 30 abogados de compañías jurídicas ucranianas y extranjeras. Según Denis Bugay, el socio de la compañía jurídica «Vaschenko, Bugai and Partners”, el acuerdo se concluyó de acuerdo con la ley inglesa y cumplió plenamente de acuerdo con los estándares europeos. También participó una agencia de custodia europea, que garantizó el recibo del pago del activo y la transferencia del activo al comprador en las condiciones acordadas. Una de las compañías que representaba a Lozhkin y sus socios fue la “Vasil Kisil & Partners”. El socio de la empresa, Aleksey Filatov, dijo que el asesor del UMH en derecho inglés fue la compañía Wragge.
El director general del grupo Continium (en 2012 fue él quien preparaba el UMH group para la OPI), Andrey Pivovarsky, calificó el acuerdo como "fuerte para los accionistas de la empresa", y el multibillonario Viktor Pinchuk dijo: "Desde un punto de vista comercial, creo que esto es la decisión acertada y oportuna y que este arreglo merece ser saludado”. El copropietario de Delta Bank, Nikolay Lagun, señaló que “UMH es un objeto de inversión interesante. A juzgar por la información de la prensa, el acuerdo valía entre 450 y 500 millones de dólares: la empresa fue apreciada por su valor real”. Alexander Rodnyansky, productor y expresidente de CTC Media, dijo que “en el entorno actual no muy positivo, cuando los inversionistas internacionales no buscan entradas al país y la situación mundial no está ideal, esta es una oportunidad única: vender una gran empresa, que es además una empresa mediática que no tiene nada que ver con algunos recursos naturales”.

### Actividades públicas
En el año 1997 fundó la Fundación Young Kharkov. De 1997 a 1998 fue asesor del Ministro de Economía de Ucrania Victor Suslov y desde 1998 a 2002 desempeñó el cargo de diputado del Ayuntamiento de Járkov. A partir del año 2003 pasó a ser miembro del Consejo de Empresarios del Gabinete de ministros de Ucrania. 
Desde el 2006 al 2014 ingresó como miembro a la Junta de WAN-IFRA, la asociación profesional más grande de medios de comunicación y prensa, que representa a más de 18 mil publicaciones impresas, 15 mil publicaciones en línea, 3 mil editoriales de más de 120 países. Las sedes de la organización se encuentran en París (Francia) y Darmstadt (Alemania). 
Iniciador y organizador del Congreso Mundial de Periódicos WAN-IFRA en Kiev (2012). En 2013, Boris Lozhkin, en el 65.º Congreso WAN-IFRA (Bangkok) hizo una presentación sobre la dirección del desarrollo de los medios en el espacio postsoviético.
En mayo de 2018, Boris Lozhkin encabezó la Confederación Judía de Ucrania.

## Familia
Esposa: Nadezhda Shalomova (matrimonio contraído en 1993). Entró en la clasificación "100 mujeres más influyentes de Ucrania" según la revista "Focus". Hija - Anastasia (nacida en 1994).